# 再見舊英倫
《再見舊英倫》是由艾伦·蒂奇马什主持的电视节目 ，于2017年2月7日星期二在英國第五台播出。节目以蒂奇马什和其他知名名人和专家为基础，访问了英國國民信託的财产，并向观众展示了有关它們的故事、修复工作和其他有趣的事实。 
無綫電視購入了此節目的第一季及第二季，分別於2018年4月25日及2019年2月24日於無綫財經·資訊台首播，並分別由李卓謙及楊梓揚作粵語配音。

## 集數列表
每集主持都会重點介紹一個地點，但每集都會加插由藝人當客串主持的部份，介紹兩至三個相關的地點。 
以下亦列出在英國第五台首播的日期以及觀眾人數。 

### 第一季
| 集數  | 首播日期              | 地點                  | 觀眾人數 |
| ----- | --------------------- | --------------------- | -------- |
| 第1集 | 2017年2月7日（周二）  | 肯特郡諾爾莊園        | 114萬    |
| 第2集 | 2017年2月14日（周二） | 坎布里亞郡丘頂        | 107萬    |
| 第3集 | 2017年2月21日（周二） | 什罗普郡艾丁汉姆公园  | 132萬    |
| 第4集 | 2017年3月1日（周二）  | 柴郡 Quarry Bank Mill | 119萬    |
| 第5集 | 2017年3月8日（周二）  | 柴郡莱姆公园          | 113萬人  |
| 第6集 | 2017年3月15日（周二） | 約克郡噴泉修道院      | 130萬    |

### 第二季
| 集數  | 首播日期              | 地點                             | 觀眾人數 |
| ----- | --------------------- | -------------------------------- | -------- |
| 第1集 | 2018年2月27日（周二） | 德比郡 哈德威克廳                |          |
| 第2集 | 2018年3月6日（周二）  | 白金汉郡 斯托莊園                |          |
| 第3集 | 2018年3月13日（周二） | 白金汉郡沃德斯登莊園             |          |
| 第4集 | 2018年3月20日（周二） | 諾丁漢郡Southwell的The Workhouse |          |
| 第5集 | 2018年3月27日（周二） | 諾森伯蘭郡 克拉格赛德            |          |
| 第6集 | 2018年4月3日（周二）  | 北爱尔兰唐郡 沃德城堡            |          |

### 第三季
| 集數  | 首播日期              | 地點                    | 觀眾人數 |
| ----- | --------------------- | ----------------------- | -------- |
| 第1集 | 2018年6月27日（周三） | 北威爾斯 威尔士埃德迪格 |          |
| 第2集 | 2018年7月4日（周三）  | 斯塔福德郡 舒格伯勒大厅 |          |
| 第3集 | 2018年7月11日（周三） | 北爱尔兰唐郡斯图尔特山  |          |
| 第4集 | 2018年7月18日（周三） | 柴郡邓纳姆·梅西·霍尔    |          |

### 第四季
| 集數  | 首播日期              | 地點                     | 觀眾人數 |
| ----- | --------------------- | ------------------------ | -------- |
| 第1集 | 2019年7月23日（周二） | 西萨塞克斯郡佩特沃斯庄园 |          |
| 第2集 | 2019年7月30日（周二） | 肯特郡查特韦尔庄园       |          |
| 第3集 | 2019年8月6日（周二）  | 普拉斯Newydd安格尔西     |          |

## 共同主持人名单
- 安妮卡·莱斯 [5]
- 乔恩·库肖
- 琼·贝克韦尔
- 奥兹·克拉克
- 米里亚姆·奥赖利
- 丹·琼斯 [6]
- 苏珊娜Lipscomb [7]
- 尼格爾·哈維斯
- 路易斯·埃默里克
- 安吉丽卡·贝尔
- 珍妮邦德
- 彼得·珀弗斯
- 皮特·沃特曼

## 備註
1. ↑  無綫電視播出此外購節目時所採用的名稱。